# Arcade (Georgia)
Arcade es un pueblo ubicado en el condado de Jackson en el estado estadounidense de Georgia. En el censo de 2000, su población era de 1.643.

## Demografía
En el 2000 la renta per cápita promedia del hogar era de $37,604, y el ingreso promedio para una familia era de $37,750. El ingreso per cápita para la localidad era de $15,159. Los hombres tenían un ingreso per cápita de $31,914 contra $21,602 para las mujeres.

## Geografía
Arcade se encuentra ubicado en las coordenadas 34°4′37″N 83°33′4″O / 34.07694, -83.55111 (34.076951, -83.551147).
Según la Oficina del Censo, la localidad tiene un área total de 16,8 km² (6,5 mi²), de la cual 16,7 km² (6,4 mi²) es tierra y 0,1 km² (0 mi²) (0.1%) es agua.